# Город тайн: Исчезнувшая
«Город тайн: Исчезнувшая» (англ. Force of Nature: The Dry 2) —   австралийский детективный триллер 2024 года  сценариста и режиссёра Робертa Коннолли. Сиквел фильма 2021 года «Город тайн», основанный на романе Джейн Харпер «Сила природы».   В главной роли: Эрик Бана.

## Сюжет
Пять женщин принимают участие в корпоративном туристическом походе глубоко в горных хребтах Виктории, одна из пяти является информатором полиции и бесследно исчезает. Федеральные агенты Аарон Фальк и Кармен Купер присоединяются к поискам в надежде найти её живой.

## В ролях
- Эрик Бана — Аарон Фальк[1][2]
- Жаклин Маккензи — Кармен Купер
- Анна Торв — Элис Рассел[3]
- Деборра-Ли Фернесс — Джилл Бейли[1]
- Робин Макливи — Лорен
- Ричард Роксбург — Дэниел Бейли
- Тони Бриггс — Иан Чейз[1]

## Релиз
Первоначально фильм должен был выйти в прокат в Австралии 24 августа 2023 года.   Однако кинотеатральная премьера была отложена без указания новой даты выхода в знак солидарности с забастовкой SAG-AFTRA 2023 года в США.   В конечном итоге его выпуск был перенесён на 8 февраля 2024 года. Премьера в России — 25 апреля 2024 года (дистрибьютор    Exponenta Film).